# Saïd ibn Ahmad
Said ibn Ahmad, est Sultan d'Oman à partir de 1783. Lorsqu'il succède à son père Ahmed aux fonctions d'Imam et de Sultan d'Oman, il doit affronter ses frères Saïf et Sultan qui se sont révoltés. La rébellion est rapidement matée, et Saïd profite du renforcement de sa position pour instaurer des mesures très impopulaires, conduisant à sa déposition en 1786 d'abord en faveur de son frère Qaïs puis, finalement, en faveur de son fils Hamad qui a mené la révolte contre lui. Il meurt en 1803 en n'ayant conservé que le titre d'Imam, un titre purement honorifique et religieux, dénué de tout pouvoir temporel.